# Campeonato de Apertura de la Segunda División de Chile 1986
El Campeonato de Apertura de la Segunda División de Chile 1986 o Copa Polla Gol de la Segunda División de Chile 1986 fue la 11° edición del torneo de copa entre clubes de la Segunda División de Chile, correspondiente a la temporada 1986.
Su organización estuvo a cargo de la Asociación Central de Fútbol (ACF) y contó con la participación de 21 equipos.
El campeón fue O'Higgins, que, por un marcador de 2-1 ante Santiago Wanderers, se adjudicó su primer título del Campeonato de Apertura de la Segunda División de Chile.

## Equipos participantes
| Equipo                                                                           | Ciudad                      |
| -------------------------------------------------------------------------------- | --------------------------- |
| Curicó Unido                                                                     | Curicó                      |
| Coquimbo Unido                                                                   | Coquimbo                    |
| Archivo:600px 600px bisection vertical White HEX-0033CC.svg Deportes Antofagasta | Antofagasta                 |
| Deportes Arica                                                                   | Arica                       |
| Deportes Laja                                                                    | Laja                        |
| Deportes La Serena                                                               | La Serena                   |
| Deportes Linares                                                                 | Linares                     |
| Deportes Ovalle                                                                  | Ovalle                      |
| Deportes Puerto Montt                                                            | Puerto Montt                |
| Archivo:600px 600px bisection vertical HEX-FF0000 White.svg Deportes Valdivia    | Valdivia                    |
| Iberia                                                                           | Los Ángeles                 |
| Lota Schwager                                                                    | Coronel                     |
| Malleco Unido                                                                    | Angol                       |
| O'Higgins                                                                        | Rancagua                    |
| Provincial Osorno                                                                | Osorno                      |
| Quintero Unido                                                                   | Quintero                    |
| Regional Atacama                                                                 | Copiapó                     |
| Santiago Morning                                                                 | Recoleta, Santiago de Chile |
| Santiago Wanderers                                                               | Valparaíso                  |
| Súper Lo Miranda                                                                 | Lo Miranda                  |
| Unión Santa Cruz                                                                 | Santa Cruz                  |

## Primera Fase
Los 21 equipos se dividieron en dos grupos de 10 Y 11 equipos, debiendo jugar todos contra todos en dos ruedas. Los dos primeros de cada grupo clasificaron a la semifinal.

### Grupo A
| Pos | Equipo               | PJ | PG | PE | PP | GF | GC | Dif | Pts |
| --- | -------------------- | -- | -- | -- | -- | -- | -- | --- | --- |
| 1   | Santiago Wanderers   | 18 | 10 | 5  | 3  | 30 | 15 | +15 | 25  |
| 2   | Coquimbo Unido       | 18 | 9  | 6  | 3  | 25 | 17 | +8  | 24  |
| 3   | Regional Atacama     | 18 | 9  | 4  | 5  | 37 | 20 | +17 | 22  |
| 4   | Deportes La Serena   | 18 | 5  | 9  | 4  | 22 | 20 | +2  | 19  |
| 5   | Deportes Antofagasta | 18 | 7  | 4  | 7  | 17 | 21 | -4  | 18  |
| 6   | Deportes Arica       | 18 | 7  | 3  | 8  | 19 | 23 | -4  | 17  |
| 7   | Super Lo Miranda     | 18 | 7  | 2  | 9  | 16 | 24 | -8  | 16  |
| 8   | Quintero Unido       | 18 | 3  | 8  | 7  | 19 | 25 | -6  | 14  |
| 9   | Deportes Ovalle      | 18 | 3  | 7  | 8  | 21 | 25 | -4  | 13  |
| 10  | Santiago Morning     | 18 | 1  | 10 | 7  | 16 | 32 | -16 | 12  |

### Grupo B
| Pos | Equipo                | PJ | PG | PE | PP | GF | GC | Dif | Pts |
| --- | --------------------- | -- | -- | -- | -- | -- | -- | --- | --- |
| 1   | O'Higgins             | 20 | 12 | 4  | 4  | 39 | 22 | +17 | 28  |
| 2   | Malleco Unido         | 20 | 11 | 2  | 7  | 30 | 24 | +8  | 24  |
| 3   | Provincial Osorno     | 20 | 10 | 4  | 6  | 27 | 22 | +5  | 24  |
| 4   | Unión Santa Cruz      | 20 | 8  | 6  | 6  | 27 | 26 | +1  | 22  |
| 5   | Lota Schwager         | 20 | 7  | 6  | 7  | 23 | 18 | +5  | 20  |
| 6   | Iberia                | 20 | 5  | 10 | 5  | 14 | 14 | 0   | 20  |
| 7   | Deportes Puerto Montt | 20 | 6  | 6  | 8  | 18 | 22 | -4  | 18  |
| 8   | Curicó Unido          | 20 | 6  | 6  | 8  | 17 | 22 | -5  | 18  |
| 9   | Deportes Laja         | 20 | 4  | 8  | 8  | 21 | 24 | -3  | 16  |
| 10  | Deportes Linares      | 20 | 4  | 8  | 8  | 24 | 29 | -5  | 16  |
| 11  | Deportes Valdivia     | 20 | 6  | 2  | 12 | 23 | 39 | -16 | 14  |

## Semifinal
|  | O'Higgins | 1:0 | Coquimbo Unido |  |  |

|  | Santiago Wanderers | 3:2 | Malleco Unido |  |  |

## Tercer puesto
|  | Coquimbo Unido | 0:2 | Malleco Unido |  |  |

## Final
| 14 de junio de 1986 | O'Higgins                 | 2:1     | Santiago Wanderers | Estadio El Teniente, Rancagua  |                                |
|                     | González 2' · Navarro 20' | Reporte | Quezada 61'        | Asistencia: 7.107 espectadores | Asistencia: 7.107 espectadores |

## Campeón
| Chile               |
| O'Higgins 1º título |